# Kyunyeo
Kyun Yeo (균여, 均如) fue un poeta coreano, quién nació el 20 de septiembre de 917 y murió el 19 de julio de 973.
Entre sus obras se encuentran "Canciones de los Diez Votos Samantabhara". Estas canciones se expusieron en 1075 en la biografía La Vida de Kuehne.  Esta es la primera colección existente de poesía en coreano.
Kyun Yeo jugó un papel importante en la difusión de la escuela de budismo Hwaeom.